# Colégio de Inteligência na Europa
O Intelligence College in Europe (ICE) é uma entidade intergovernamental, independente das instituições da União Europeia, que foi inaugurado em 5 de março de 2019, em Paris. O ICE visa reunir todas as comunidades de informações (civil, militar, interna, externa e serviços técnicos) dos países europeus, decisores nacionais e europeus, bem como o mundo académico, a fim de estimular o pensamento estratégico e assim desenvolver uma cultura de informações comum.

## História
No seu discurso sobre o futuro da Europa, proferido em 27 de setembro de 2017, na Sorbonne, o Presidente da República Francesa, Emmanuel Macron, propôs a criação de uma "Academia Europeia de Informações", que serviria de cadinho para a emergência de uma cultura estratégica comum.

Em particular, afirma:
"O que mais falta à Europa hoje em dia, esta Europa da Defesa, é uma cultura estratégica comum. [...] Não temos as mesmas culturas, sejam elas parlamentares, históricas ou políticas, nem temos as mesmas sensibilidades. E não vamos mudar isso num dia. Mas proponho desde já tentar construir esta cultura em conjunto, propondo uma iniciativa europeia [...] destinada a desenvolver esta cultura estratégica comum. [...] Gostaria, portanto, de ver a criação de uma Academia Europeia de Informações a fim de reforçar os laços entre os nossos países através de atividades de formação e intercâmbio.
Emmanuel Macron dará um novo nome a esta iniciativa, "Intelligence College in Europe", por ocasião do evento inaugural em Paris, em 5 de março de 2019. Esta ocasião reuniu representantes de alto nível de sessenta e seis serviços de informações de trinta países europeus. Os trinta países incluíam os 27 Estados-Membros da UE, bem como a Noruega, o Reino Unido e a Suíça.
Em 26 de Fevereiro de 2020, vinte e três Estados reuniram-se em Zagreb para assinar a carta de intenções, que formaliza e perpetua a existência do Intelligence College in Europe, definindo um quadro de governação. Estes 23 Estados são: Alemanha, Áustria, Bélgica, Croácia, Chipre, Dinamarca, Eslovénia, Espanha, Estónia, Finlândia, França, Hungria, Itália, Letónia, Lituânia, Malta, Noruega, Países Baixos, Portugal, Reino Unido, Roménia, Suécia e República Checa.
Dos 30 países inicialmente reunidos em Paris em 5 de março de 2019, sete optaram pelo estatuto de parceiro, que é menos restritivo e permite-lhes, ainda, participar em certas atividades: Bulgária, Grécia, Irlanda, Luxemburgo, Polónia, Eslováquia e Suíça. Estes países podem, eventualmente, tornar-se membros do Colégio, subscrevendo a Carta de Intenções.
Em maio de 2023, a Bulgária ingressou no Colégio como membro pleno.

## Organização
O Intelligence College Europe funciona segundo um modelo organizacional de três níveis que inclui:
- a Comité Diretivo - um órgão decisor que representa os países membros,

- a Presidência - exercida por um país em sistema de rotatividade e assistido por uma Troika composta por representantes das presidências anterior e futura,

- Secretariado Permanente - responsável pela execução das decisões, com sede na Ecole Militaire, em Paris.

Lista das Presidências do Colégio de Inteligência na Europa:
- Croácia - declaração do Diretor Geral da SOA, Sr. Daniel Markić (2020),
- Reino Unido - Declaração da Sra. Beth Sizeland (2021),
- Itália - Mensagem da Embaixadora Elisabetta Belloni (2022),
- Romênia - Mensagem do professor Adrian Ivan (2023).

Lista das Presidências do Intelligence College Europe:
- Yasmine Gouédard (2020-2022)
- François Fischer (desde 2022)

## Missão
O Intelligence College Europe visa estimular o pensamento estratégico, desenvolvendo assim uma cultura comum de informações:
- promovendo a partilha de experiências e culturas profissionais;
- aumentando a sensibilização para as questões das informações;
- estabelecendo pontes entre o meio académico, as comunidades de informações e a sociedade civil.

## Atividades
O Colégio propõe três tipos de atividades, organizadas pelos países membros:
- Seminários temáticos e webinars
- Sessões de divulgação
- Programa Académeico.

A fim de prosseguir estas atividades, o ICE é apoiado por uma Rede Académica dedicada.

## Itens relacionados
- Centro Nacional de Contra Terrorismo
- Escola de Inteligência Conjunta da União Europeia
- Instituto de Estudos de Segurança da União Europeia
- Centro Europeu de Excelência para Combater Ameaças Híbridas